# Adam Colonia
Adam Isaacksz Colonia, né le 14 août 1634 à Rotterdam et inhumé le 10 septembre 1685 à Londres, est un peintre du siècle d'or néerlandais.

## Biographie
Adam Colonia est le fils du peintre Isaac Colonia et de Machtelt Jan Becxd (? - 1671).  son œuvre  est fortement influencé par les styles de Jan Daemen Cool et Egbert van der Poel, dont il a pu être l'élève. Il se marie à Rotterdam en 1661 et s'installe à Londres en 1670, où il reste jusqu'à sa mort.

## Œuvre
Adam Colonia est surtout connu pour ses paysages italianisants et ses peintures de sujets religieux.